# Uzak
Uzak è un film del 2002 diretto da Nuri Bilge Ceylan, vincitore del Grand Prix Speciale della Giuria e del premio per la migliore interpretazione maschile al 56º Festival di Cannes.

## Trama
Il quarantenne Mahmut entra in crisi quando la moglie lo lascia. Suo cugino Yusuf si ritrova improvvisamente disoccupato, dopo la chiusura della fabbrica dove lavorava. In una nevosa Istanbul entrambi cercano la salvezza, ma le loro esistenze, così diverse (l'uno troppo nevrotico e urbano e l'altro troppo campagnolo e perditempo), cozzeranno mettendo alla luce apatie, paure, depressioni e confusioni di queste due personalità così dissimili, ma che soffrono entrambe dello stesso male.

## Riconoscimenti
- Festival di Cannes 2003
  - Grand Prix Speciale della Giuria
  - premio per la migliore interpretazione maschile (Muzaffer Özdemir e Mehmet Emin Toprak)
- Festival di Cannes 2004: premio della cultura francese

La rivista del British Film Institute Sight & Sound l'ha indicato fra i trenta film chiave del primo decennio del XXI secolo.